# 堀越耕平
堀越 耕平（ほりこし こうへい、1986年〈昭和61年〉11月20日 - ）は、日本の漫画家。愛知県出身。名古屋芸術大学卒業。

## 経歴
東邦高等学校を経て、名古屋芸術大学デザイン学部イラストレーションコースに進学する。在学中、読切『ヌケガラ』で第72回（2006年下期）手塚賞佳作を受賞した。
卒業前に読切『テンコ』を『赤マルジャンプ2007 SUMMER』（集英社）に掲載してデビューを果たす。この時点での漫画歴は2年半。堀越は新人紹介ページで「ギリギリで掲載決定だったそうです。奇跡です奇跡」とコメントしており、デビューを喜ぶと同時に大学の方も「単位を取りまくらないと留年」という状態だった。その後さらに『赤マルジャンプ』2008 WINTERに読切『僕のヒーロー』を掲載した。
『週刊少年ジャンプ』（集英社）2010年2号に読切『逢魔ヶ刻動物園』を掲載。この読切を元に『週刊少年ジャンプ』2010年32号から2011年19号まで『逢魔ヶ刻動物園』を連載する。
『少年ジャンプNEXT!』（集英社）2011 SUMMERに読切『宇宙少年バルジ』を掲載。この読切を元に『週刊少年ジャンプ』2012年25号から『戦星のバルジ』を連載する。
しかし、『戦星のバルジ』は短期間で終了したため精神的に落ち込み、新しいネタが思いつかなくなり、もう漫画は描けないと考えるほどだったという。しかし、過去の読切で最も書きやすかった『僕のヒーロー』に活路を見出し、『週刊少年ジャンプ』2014年32号より『僕のヒーローアカデミア』の連載をスタート。同作はアニメシリーズなどさまざまなメディアミックスを果たし、2019年にはハーベイ賞BestManga部門を受賞するなど代表作となる。
『僕のヒーローアカデミア』は、2024年8月5日発売の連載誌『週刊少年ジャンプ』（集英社）36・37合併号で最終話を迎え、約10年の連載に幕を下ろした。

## 人物
デビュー作『テンコ』の赤マルジャンプ掲載時、レポート担当記者のピクシーによれば「手塚賞のパーティで会った時は作風と違って、意外と明るくてビックリした」と回想されている。
涙腺が緩いと自認している。

### 趣味・嗜好
大学時代は、和太鼓を趣味としており、赤マルジャンプに『テンコ』掲載時の自画像も和太鼓だった。
映画『スパイダーマン』（監督：サム・ライミ、2002年）をきっかけにアメリカン・コミックスを読むようになる。ヒーローや洋画や特撮が好きで、仕事場ではスパイダーマン・バットマン、ガメラ・ゴジラなど多数のキャラクターのフィギュアがたくさん飾ってある。
好きなミュージシャンとして「Syrup16g」、「セツナブルースター」、「plenty」を挙げる。

### 特技
耳を動かせる。

### 漫画関係
好きな漫画は『ONE PIECE』、『AKIRA』、『鉄コン筋クリート』、『ボーイズ・オン・ザ・ラン』、『NARUTO -ナルト-』、『ちびまる子ちゃん』。新井英樹の大ファンで、幼少時は『ドラゴンボール』が好きだった。絵に関しては、長田悠幸に多大な影響を受けている。
前述のように愛知県出身であるため、登場キャラクターの名前に愛知の地名を使うこともある。また、動物園や水族館が好きで、幼い頃から名古屋港水族館に通っていたため、『逢魔ヶ刻動物園』に出てくる「丑三ッ時水族館」のデザインは「自然と」同水族館に近いものになっていった。
デビュー前の2002年、『ONE PIECE』のイラストコーナー「ウソップギャラリー海賊団」に海軍所属のスモーカーのイラストを投稿しており、23巻で作者の尾田栄一郎によって採用された。堀越は尾田に直接礼を言うことを目標とし、2015年のジャンプ作家による新年会でそのことを伝えることができた。この顛末は『ONE PIECE』77巻の質問コーナー「SBS」でも紹介された。2024年8月5日、『僕のヒーローアカデミア』最終話が掲載された『週刊少年ジャンプ』36・37合併号において、堀越が描いた“白猟のスモーカー”のイラストを基に尾田が描いたイラストが『ONE PIECE』第1122話「イザッテトキ」の扉絵として使用された。扉絵には『扉絵リクエスト「22年前に愛知県の少年が描いてくれたスモーカーの絵をマネしてみて』というコメントを添え、10年にわたる連載を完結した堀越の花道を飾った。
『僕のヒーローアカデミア』アニメ版のコーナー「You are MY HERO」では、自身のヒーローとして尾田栄一郎を挙げている。

## 作品

### 漫画
- 太字は連載作品
- 略称
  - 〈掲載誌〉WJ：週刊少年ジャンプ、赤マル：赤マルジャンプ、NEXT!：少年ジャンプNEXT!、0：週刊少年ジャンプ0（いずれも集英社）、（再）：再録
  - 〈収録〉O - 〇：逢魔ヶ刻動物園〇巻、S：戦星のバルジ、B：僕のヒーローアカデミア

| タイトル               | 形式 | 掲載号                             | 収録  | 備考                                  |
| ---------------------- | ---- | ---------------------------------- | ----- | ------------------------------------- |
| ヌケガラ               | 読切 | -                                  |       | 第72回手塚賞佳作作品                  |
| テンコ                 | 読切 | 赤マル2007 SUMMER                  | -     | デビュー作。47P                       |
| 僕のヒーロー           | 読切 | 赤マル2008 WINTER 0(再)            | O - 5 | 『僕のヒーローアカデミア』の前身。47P |
| 進化ラプソディ         | 読切 | 赤マル2008 SUMMER                  | -     | 49P                                   |
| 逢魔ヶ刻動物園         | 読切 | WJ 2010年2号                       | O - 4 | 連載版の前身。センターカラー47P       |
| 逢魔ヶ刻動物園         | 連載 | WJ 2010年32号 - 2011年19号         | O     |                                       |
| 宇宙少年バルジ         | 読切 | NEXT! 2011 SUMMER                  | -     | 『戦星のバルジ』の前身。52P           |
| 戦星のバルジ           | 連載 | WJ 2012年25号 - 2012年41号         | S     |                                       |
| 僕のヒーローアカデミア | 連載 | WJ 2014年32号 - 2024年36・37合併号 | B     | 代表作 ハーベイ賞BestManga部門受賞    |

### その他
- 『マイアニマル』（土田健太）単行本1巻帯推薦文・イラスト
- 『呪術廻戦』（芥見下々）単行本5巻帯推薦文・イラスト、単行本内イラスト寄稿

## 関連人物
師匠
- 田中靖規[15]

アシスタント
- ミヨカワ将 - 『逢魔ヶ刻動物園』連載時代。「三代川将」名義[16]。
- 大竹利朋 - 『逢魔ヶ刻動物園』連載時代。「大竹利明」名義[17]。
- 芝田優作 - 『逢魔ヶ刻動物園』連載時代[18]。
- 渡辺千紘 - 『戦星のバルジ』連載時代[19]。
- ホリエリュウ[20]
- あきやま陽光[21]
- 川口勇貴[22]
- 松井琳[23]

## メディア出演
テレビ番組
- 漫道コバヤシ #23「漫道コバヤシ漫画大賞2015発表SP!!」（2016年1月18日、フジテレビONE）[24][25]
- news zero（2024年7月19日、日本テレビ・NNN系列）[26]